# О новом свету
О новом свету (лат. De Orbe Novo decades, дословно Декаде о Новом свету) или пуним именом Декаде о стварима океана и Новог света (лат. De rebus oceanis et Orbe Novo decades), прва на свету историја открића и колонизације Америке, коју је написао Пјетро Мартире де Ангијера, италијански хуманиста који је радио на шпанском двору. Прва декада штампана је на италијанском 1504, а на шпанском 1511. године, прве три декаде штампане су заједно 1516, а четврта посебно 1521. Дело у целини (свих 8 декада писаних 1493-1525) објављено је 1530. године. 

## Позадина
Мартире је био у доброј позицији да посматра догађаје који су се одиграли након Колумбовог тријумфалног повратка са његовог првог путовања. Као члан Савета Индије, у који је именован 1518, могао је да допуни усмене извештаје из прве руке истраживача који су се вратили из Америке (укључујући самог Колумба), конквистадора и трговаца робовима - извештајима, петицијама и званичним документима у вези са догађајима које описује.
Његова два главна дела о Новом свету састоје се од писама писаних покровитељима и пријатељима. Збирка писама (лат. Opus epistolarum) садржи осамдесет три писма, писана од 1488. до 1525. Мартире прво даје вести (у писму написаном 13. септембра 1493) о „новом открићу“ и о Колумбовом повратку „безбедно и здраво“ са извештајима о „чудесним стварима“ укључујући злато као „доказ о постојању рудника“ које је пронашао.

## Дело

### Композиција
О стварима океана и Новог света (лат. De rebus oceanis et Orbe Novo decades) се састоје од осам одељака, или декада (циклуса од по 10 писама), који садрже писма писана током тридесет две године (1493-1525) и упућена шесторици мецена, укључујући и кардинала Асканија Сфорцу, његог старог покровитеља из Рима

### Приказ америчких староседелаца
Књига О новом свету је популаризовала такозвани„мит о Америци” преношењем у Нови свет грчко-римских идеја о прошлом златном веку човечанства и племенитим дивљацима који су живели у човековом природном стању. У овој књизи народи Новог света су представљени или као племенити дивљаци из претходног доба човечанства који живе „без закона“ у мирном „златном свету о коме су антички писци говорили“ или као канибали који су „дивљи и монструозни“.
Ова тумачења послужила су да обликују слику америчких Индијанаца као дивљака без праве културе и цивилизације, а самим тим и да легитимишу друштвену доминацију долазећих европских досељеника над домородачким народима Новог света.

### Значај
Године 1520, Мартире је постављен за дворског историографа у знак признања за књигу О новом свету. Године 1524. краљ га је именовао за опата острва Сантјаго на Јамајци. Мартире никада није крочио на Јамајку или у било који део Новог света о коме је писао. Међутим, док где су његови описи препуни класичних цитата и утврђених образаца класичне књижевности, они су били испресецани извештајима у првом лицу који су свеже извучени из уста учесника који су се враћали из Америке и кроз призму њихових културних перцепција. То је оно што овој књизи даје јединствен и незаменљив квалитет извештаја из прве руке, како га види једна од страна у великом сукобу која се одиграо између два света који су остали несвесни постојања један другог све док није, како почиње књига, „извесни Кристифор Колумбо, Ђеновљанин, предложио католичком краљу и краљици, Фердинанду и Изабели, да открију острва која додирују Индију.

### Прва декада
Прва декада, коју сам писац назива Океанска декада, састоји се од 10 писама, написаних од 15. новембра 1493. до краја 1502. године, и обухвата историју открића и колонизације Западне Индије у том периоду. Овај период обухвата сва 4 Колумбова путовања и колонизацију Хиспањоле, прве ратове са америчким староседеоцима и успон и пад Колумба као гувернера Западне Индије. Објављена је као самостално дело на италијанском (1504) и шпанском (1511) и била веома популарна широм Европе. Прве две главе су писма упућена кардиналу Асканију Сфорци, а остала кардиналу Лудовику од Арагона, сестрићу краља Фернанда од Арагона, савладара Шпаније.
Прва књига (стр.55-68) датирана је 15. новембра 1493, непосредно након поласка Колумба на своје друго путовање. Описује прво Колумбово путовање у Америку. Садржи најраније податке о народу Таино и њиховом језику. Друга књига (стр. 69-84), датирана 3. маја 1494, описује друго Колумбово путовање, по сведочењу морнара који су се почетком априла 1494. вратили у Шпанију. Овде се први пут помињу индијанске поглавице Гваканагари и Каонабо. Трећа књига (стр. 85-104)  описује Колумбово истраживање Хиспањоле и откриће златом богате области Сибао у унутрашњости, као и откриће Кубе, за коју је Колумбо до краја живота веровао да је део азијског копна. Четврта књига (стр. 105-115) датирана у 1501. годину, описује неслогу међу колонистима који се туже краљевском двору на Колумба и Колумбову управу на Хиспањоли. Описани су први сукоби колониста са Индијанцима у области Сибао (Каонабо опседа утврђење Сан Томас које брани Алонсо де Охеда), први помен поглавице Гварионекса и Каонабово хапшење, отварање златних рудника у области Сибао, као и подизање тврђаве Консепсион. Завршава се Колумбовим повратком у Шпанију, 10. марта 1496 (које писац погрешно датира 20. марта 1495). Пета књига (стр.116-129) описује управу Бартоломеа Колумба на Хиспањоли у адмираловом одсуству. Описано је пресељење колоније из Исабеле у Санто Доминго, прва пошиљка индијанских робова у Шпанију, успостављање пријатељских односа са поглавицама западног Хаитија (први пут се помињу Бехечио и Анакаона) и побуна шпанских колониста на западном делу острва под вођством Франсиска Ролдана против Колумба. Такође се описује побуна поглавице Гварионекса против колониста. Шеста књига (стр. 130-140) описује треће Колумбово путовање. Седма књига (стр. 141-149) описује Колумбов повратак на Хиспањолу, тражење војне помоћи из Шпаније против Ролданових побуњеника и успешно гушење Гварионексове побуне. Завршава се кратким обавештењем о доласку новог гувернера у Хиспањолу и хапшењу Колумба и његовог брата, који су у ланцима враћени у Шпанију. Аутор искрено каже да су му узроци овог догађаја непознати, и мисли да се радило о интригама побуњеника и њихових пријатеља на двору, који су оптуживали браћу Колумбо за лично богаћење и присвајање краљевске власти, и незадовољству на двору због мале количине злата која је до тада стигла из колонија.Осма књига (стр. 150-157) описује експедицију у Венецуелу коју је организовао Педро Алонсо Нињо 1499-1500. Девета књига у првом делу  (стр. 158-166) описује експедицију Винсента Јанеза Пинзона у Бразил 1499-1500. Други део главе (стр.166-177) описује веровања и религију Таино Инијанаца са Хиспањоле. Десета књига (стр. 178-185) је епилог Прве декаде и укратко набраја најважније догађаје у периоду 1500-1510: колонизацију Хиспањоле, покрштавање, експлоатацију и постепени нестанак Индијанаца на Хаитију. Писац наводи да је прве две главе написао 1493-1494 на захтев кардинала Сфорце, који је заточен након пада његовог брата, војводе Милана, у италијанским ратовима. Потом је прекинуо писање, да би га наставио 1500. на захтев напуљског краља Федерига од Арагона, који је прочитао прве две књиге, које су биле код Сфорце. На захтев поткраља Гранаде, Винсента Лопеза Мендозе, пристао је да настави писање и напише Другу декаду,

### Друга декада
Друга декада (стр. 189-277) написана је у децембру 1514. као извештај упућен папи Лаву X. Прва књига (стр. 189-203) описује неуспели покушај Алонса де Охеде (1509-1510) да колонизује Нову Андалузију (јужноамеричку обалу источно од залива Ураба) и оснивање прве колоније Сан Себастијан де Ураба, која је напуштена због напада локалних племена. У овом покушају погинуо је Хуан де ла Коса, а први пут се истакао Франциско Писаро. Преживели колонисти, уз појачање које је стигло са Хиспањоле, основали су нову колонију Санта Марија ла Антигва дел Даријен на западној обали залива Ураба. Друга књига (стр. 204-212) описује неуспели покушај Дијега Никесе да оснује колонију Верагва у данашњој Панами, као и успон Васка Нуњеза де Балбое у новој колонији у Даријену. Трећа књига (стр. 213-223) описује како је 1511. Балбоа успео да протера Дијега Никесу и судију Енсиса и постане вођа колониста у Дарјену, а затим се умешао у борбе локалних племена и неке покорио, а са некима склопио савезе. Четврта књига (стр. 224-230), описује како су колонисти из Даријена послали 18. јануара 1511. на Хиспањолу краљеву петину свог плена, у износу од 300 златних марака (1 марка=50 златника, кастељаноса или пезоса, од којих 30 иде у једну фунту злата).

### Четврта декада
Четврта декада описује откриће Јукатана и мексичког копна, као и сам почетак Кортесове експедиције (до оснивања Веракруза 1519). Мартире наводи да је лично испитао Кортесовог навигатора Аламиноса и његове капетане Алонса Ернандеза Портокарера и Франсиска де Монтеха, који су донели Кортесове дарове краљу 1519. године. Прве две књиге (том 2, стр. 3-11) описују експедицију Франсиска Ернандеса де Кордобе (1517), а књиге III и IV (том 2, стр. 12-21) експедицију Хуана де Грихалве (1518) на Јукатан. Шеста књига (том 2, стр. 26-31) описује почетак експедиције Ернана Кортеса (1519), освајање острва Косумел и ослобођење Херонима де Агилара из индијанског ропства.

### Пета декада
Пета декада (том 2, стр. 55-207) описује Кортесово освајање Мексика (1519-1521), са изузетком 7. књиге (том 2, стр. 151-171), која описује Магеланову експедицију (1519-1522) и 9. књиге (том 2, стр. 179-190), која се бави догађајима у Панами и на острвима. Извори података за ову декаду јесу Кортесова писма Карлу V (друго писмо датирано 30. октобра 1520) и сведочанства Кортесових официра Дијега де Ордаса, Беневидеса и Хуана Рибере, са којима је Мартире лично разговарао, као и сведочанства преживелих Магеланових морнара, који су саслушани пред Краљевским већем Индије.